# Андерсон, Нил
Нил Да́дли А́ндерсон (англ. Neil Dudley Anderson; 5 апреля 1927, Хейстингс, Хокс-Бей, Новая Зеландия — 5 июня 2010, Веллингтон, Новая Зеландия) — новозеландский военно-морской офицер, вице-адмирал, начальник Штаба флота с 1978 по 1980 год, начальник Штаба обороны с 1980 по 1983 год.

## Биография

### Молодые годы
Нил Андерсон родился 5 апреля 1927 года в новозеландском Хейстингсе. Он окончил среднюю школу Хейстингса, где был капитаном команд по крикету и регби.

### Военная служба
В ноябре 1944 года Андерсон был призван на службу в Королевский флот Новой Зеландии и отправлен курсантом в Королевский военно-морской колледж «Британия» в Дартмуте. Там он обучался на учебном корабле «HMS Frobisher». Сначала оценки Андерсона были не очень хорошими, однако к концу учёбы в 1945 году, он как лучший курсант был награждён королевским телескопом.
С 1945 по 1949 год в званиях мид-шипмана и суб-лейтенанта Андерсон служил на различных кораблях Королевского военно-морского флота Великобритании, в том числе на линкоре «HMS Duke of York» во время оккупации Японии. В 1948 году получил назначение на линкор «HMS Vanguard». Вернувшись в Новую Зеландию, с 1950 по 1951 год Андерсон участвовал в Корейской войне на борту фрегата «HMNZS Rotoiti», который стал одним из двух судов флота Новой Зеландии в составе целевой группы ООН, в чьи обязанности входили береговые бомбардировки, сопровождение конвоев и борьба с пиратством. Позже он снова уехал в Великобританию, где по обмену остался на теперь уже последнем линкоре Королевского флота «HMS Vanguard» и в 1953 году в качестве штурмана принял участие в смотре флота по поводу коронации королевы Елизаветы II.
Вернувшись в Новую Зеландию, Андерсон был назначен штурманом на фрегат «HMAS Lachlan» (1952—1954), а затем старшим помощником командира на фрегат «HMNZS Pukaki», который в 1956 году у острова Рождества принял участие в операции «Схватка» — испытании британского ядерного оружия. После этого Андерсон по обмену вернулся в Великобританию, где был назначен флагманским штурманом 3-й эскадры эсминцев на «HMS Saintes». В 1960 году он был назначен командиром фрегата «HMNZS Taranaki». Таким образом, в возрасте 33 лет Андерсон стал самым молодым капитаном данного класса судов с момента создания флота в Новой Зеландии. Позже он был назначен секретарём Комитета начальников штабов и Совета по обороне, а в 1966 году — директором отдела планирования Военно-морского штаба. В 1968 году Андерсону было присвоено звание капитана и он получил назначение на должность командира фрегата «HMNZS Waikato», а в 1969-м — «HMNZS Philomel». В том же году он принял участие в многонациональном параде по случаю двухстолетия Джеймса Кука в Гисборне.
С 1970 по 1971 год Андерсон занимал пост начальника штаба коммодора Окленда. После обучения в 1972 году в Королевском колледже оборонных исследований, он был повышен в звании до коммодора. В 1974 году Андерсон участвовал в организации игр Содружества в Крайстчерче.
В 1974 году Андерсон был назначен на должность помощника начальника Штаба Королевского флота Новой Зеландии, в 1976 году — на пост заместителя, в 1977 году получил звание контр-адмирала, а в 1978 году занял должность и самого начальника штаба. После ухода в отставку маршала авиации Ричарда Болта, в 1980 году Андерсон получил звание вице-адмирала и стал начальником Штаба Сил обороны Новой Зеландии, занимая эту должность до 1983 года, когда его сменил Эван Джеймисон. Во его время пребывания на этом посту разразилась фолклендская война и для того, чтобы выполнить свои обязательства перед Великобританией в Южной Атлантике, Андерсон направил в данный район один фрегат.

### В отставке
В апреле 1983 года Андерсон вышел на пенсию. Он продолжил заниматься гольфом и регби, увлекался рыбалкой, а также вырезал из дерева игрушки для детей. В 2008 году Андерсон принял участие в церемонии вручения кубка Королевского флота Новой Зеландии, которого удостаиваются лучшие курсанты. В 2009 году он дал разрешение назвать этот кубок в свою честь.

### Смерть и похороны
Нил Андерсон скончался 5 июня 2010 года в возрасте 83 лет в Госпитале Веллингтона после падения в своём доме. Прощальная служба состоялась в Англиканской церкви Святого Михаила и Всех Ангелов, а похороны прошли с военными почестями на кладбище города Вайканае.

## Награды
В 1976 году Андерсон стал Командором Ордена Британской империи, в 1979 году — Кавалером Ордена Бани, а в 1983 году — Рыцарем-Командором Ордена Британской империи. Также он был награждён Военной медалью 1939–1945, Корейской медалью и медалью ООН «За службу в Корее».

## Личная жизнь
С 1950 года был женат на писательнице Барбаре Андерсон. У них было двое сыновей: Пирс и Джереми, а также пять внуков. Гордясь достижениями своей жены как романиста, Нил помогал ей в качестве секретаря.

## Комментарии
1. ↑  См. официальную фотографию с сайта Королевского флота Новой Зеландии.